# Elateropsis sericeiventris
Elateropsis sericeiventris är en skalbaggsart som beskrevs av Louis Alexandre Auguste Chevrolat 1862. Elateropsis sericeiventris ingår i släktet Elateropsis och familjen långhorningar.
Artens utbredningsområde är Kuba. Inga underarter finns listade i Catalogue of Life.